# Musikjahr 1716
Liste der Musikjahre

◄◄ | ◄ | 1712 | 1713 | 1714 | 1715 | Musikjahr 1716 | 1717 | 1718 | 1719 | 1720 | ► | ►►

Weitere Ereignisse
Dieser Artikel behandelt das Musikjahr 1716.

## Ereignisse

### Johann Sebastian Bach

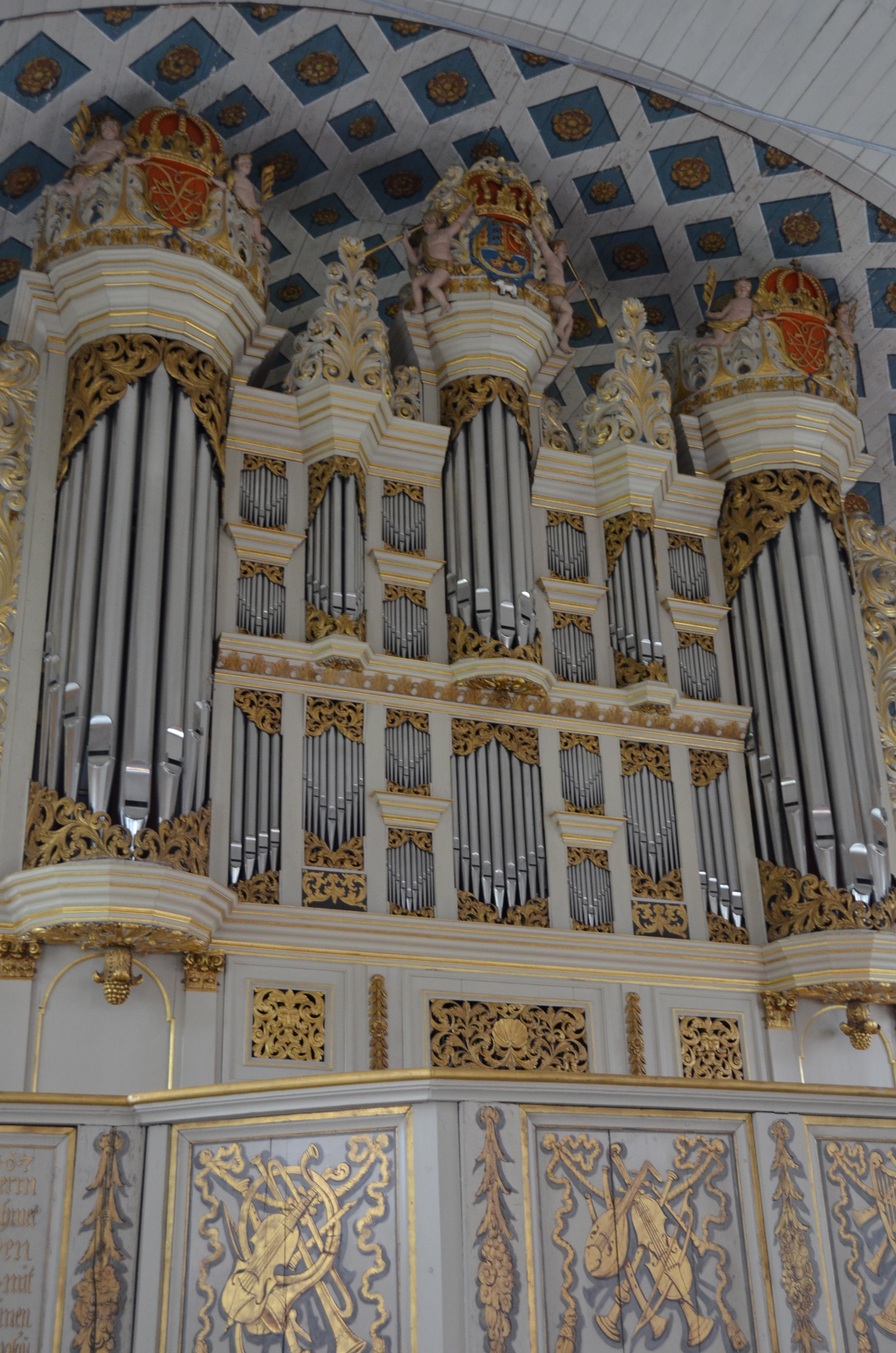
Orgel von Arp Schnitger in der Christkirche in Rendsburg

- Johann Sebastian Bach ist in Weimar als Hoforganist und Kammermusiker am Hof von Herzog Wilhelm Ernst tätig.
- 19. Januar: Bachs Kirchenkantate Mein Gott, wie lang, ach lange? (BWV 155) hat ihre Uraufführung in der Schlosskirche von Weimar. Der Kantatentext stammt vom Weimarer Hofdichter Salomon Franck.
- 24. Januar: Anlässlich der Hochzeit seines Dienstherrn Ernst August in Nienburg lernt Bach erstmals dessen Schwager, den dortigen jungen Fürsten Leopold von Anhalt-Köthen, kennen, der 1717 sein neuer Arbeitgeber werden wird.
- 13. Dezember: Bachs Kirchenkantate Ärgre dich, o Seele, nicht (BWV 186a) wird in Weimar erstmals aufgeführt.
- Während seiner Amtszeit in Weimar in den Jahren 1712 bis 1717 komponiert Johann Sebastian Bach eine Sammlung choralgebundener Orgelstücke (Choralvorspiele), bekannt als das Orgelbüchlein (BWV 599–644).
- Aufgrund seines ausgezeichneten Rufs als Orgelgutachter wird Bach zur Begutachtung der Orgeln in Halle (Cuntzius-Orgel der Liebfrauenkirche) und in Erfurt (Augustinerkirche) hinzugezogen.

### Georg Friedrich Händel
- Georg Friedrich Händel lebt seit Oktober 1712 in London und wohnt seit 1713 beim Earl of Burlington.
- Händel folgt König Georg I. kurzzeitig zurück auf deutschen Boden, wo er auch seine Verwandten in Halle besucht und einen Abstecher nach Ansbach machte. Hier trifft Händel seinen Kommilitonen Johann Christoph Schmidt (1683–1763) aus der Hallenser Studienzeit wieder. Dieser geht mit ihm nach London und wird bis zu seinem Tod dessen Sekretär, Buchhalter und musikalischer Assistent.

### Alessandro Scarlatti
- Alessandro Scarlatti ist in Neapel als Kapellmeister der Cappella Reale tätig.
- Scarlattis Oper Carlo re d’Allemagna auf das Libretto von Francesco Silvani wird in Neapel uraufgeführt.

### Domenico Scarlatti
- Domenico Scarlatti ist in Rom seit 1709 bei der im Exil lebenden und im Palazzo Zuccari wohnenden polnischen Königin Maria Casimira Sobieska angestellt, für deren Privatbühne er im Laufe der Jahre sechs Opern, sowie mindestens eine Kantate und ein Oratorium komponiert.
- Seit 1713 ist Scarlatti außerdem maestro di capella an der Capella Giulia des Vatikans.

### Georg Philipp Telemann
- Georg Philipp Telemann ist städtischer Musikdirektor und Kapellmeister der Barfüßer- und Katharinenkirche in Frankfurt am Main. Telemann übernimmt zusätzlich die Organisation der wöchentlich stattfindenden Konzerte sowie verschiedene Verwaltungsaufgaben der vornehmen Stubengesellschaft Zum Frauenstein im Haus Braunfels auf dem Liebfrauenberg, wo er selbst auch wohnt.
- Während seiner Zeit in Frankfurt komponiert Telemann neben den Kantaten Oratorien, Orchester- und Kammermusik, von der ein Großteil veröffentlicht wird, sowie Musik für politische Festakte und Hochzeitsserenaden. Allerdings findet er keine Gelegenheit, Opern zu veröffentlichen, wenngleich er weiterhin für die Leipziger Oper schreibt.
- Auf einer Reise nach Gotha wird Telemann vom Herzog Friedrich eine Stelle als Kapellmeister angeboten. Der Herzog verspricht ihm nicht nur, seine Tätigkeit als Kapellmeister von Haus aus für den Eisenacher Hof zu bewahren, sondern veranlasst auch den Herzog von Sachsen-Weimar, Telemann eine weitere Kapellmeisterstelle zuzusagen. Damit wäre Telemann gewissermaßen Oberkapellmeister aller sächsisch-thüringischen Höfe. Ein an den Frankfurter Rat gerichteter Brief, in dem Telemann in höflichen Worten ein Ultimatum bezüglich seines Gehaltes stellt, beweist sein diplomatisches Geschick. Er bleibt in Frankfurt und setzt eine Gehaltserhöhung von 100 Gulden durch. Zusammen mit seinen Einkünften aus der Gesellschaft Frauenstein und Honoraren für Gelegenheitskompositionen beziffern sich Telemanns Jahreseinkünfte auf 1.600 Gulden, womit er zu den Bestbezahlten in Frankfurt gehört.

### Antonio Vivaldi
- Antonio Vivaldi wird musikalischer Leiter (maestro de’ concerti) des Orchester des Ospedale della Pietà (eines von vier Heimen in Venedig für Waisenmädchen). Das Orchester erlangt bald einen für die damalige Zeit legendären Ruf und lockt zahlreiche Italienreisende an.
- Die Oper La costanza trionfante degl’amori e degl’odii von Antonio Vivaldi mit einem Libretto von Antonio Marchi wird in der Karnevalsaison 1716 im Teatro San Moisè in Venedig uraufgeführt.
- November: Das Oratorium Juditha triumphans devicta Holofernis barbarie von Vivaldi wird vom Orchester und Chor des Ospedale della Pietà in Venedig uraufgeführt. Das einzige heute erhaltene Oratorium Vivaldis, dessen Stoff dem Buch Judit entnommen ist, wurde von der Republik Venedig in Auftrag gegeben, um den Sieg gegen die Türken bei der Belagerung von Korfu im gleichen Jahr zu feiern. Das Libretto stammt von Iacopo Cassetti.

### Weitere biografische Ereignisse
- Johann Heinrich Buttstett entgegnet in einer Kontroverse mit Johann Mattheson, dessen Schrift Das neueröffnete Orchestre (1713) Partei für moderne, galante Musik nimmt, mit seiner Schrift Ut Mi Sol, Re Fa La, Tota Musica et Harmonia Aeterna, in der er die alten Anschauungen und den „richtigen Weg zur wahren Musik“ verteidigt.
- Antonio Caldara wird nach seiner Übersiedlung nach Wien unter Johann Joseph Fux erster Vizekapellmeister der Wiener Hofmusikkapelle am Kaiserhof. Er wird sich hier mit über 3400 komponierten Werken, vor allem im Bereich der Vokalmusik, darunter mehr als 80 Opern, 43 Oratorien, etwa 150 Messen, Serenaden, Kantaten und Sinfonien einen Namen machen.
- Francesco Gasparini kehrt nach Rom zurück und arbeitet dort als Komponist und Dirigent im Auftrag des Marchese Francesco Maria Ruspoli.
- Antonio Lotti komponiert für den Wiener Hof die Oper Costantino, deren Partitur heute in der Österreichischen Nationalbibliothek aufbewahrt wird.
- Johann Georg Pisendel reist nach Italien und verbringt in Venedig auf Kosten seines Fürsten ein Jahr bei Antonio Vivaldi, mit dem ihn bald eine herzliche Freundschaft verbindet.
- Domenico Zipoli veröffentlicht seine Sonate d’Intavolatura für Orgel und Cembalo und wird Mitglied des Jesuitenordens. Seine Eintrittsmotivation ist der Wunsch als Musiker in die Jesuitenreduktionen zu gehen.

### Eröffnungen / Schließungen
- 30. April: Das Opernhaus vorm Salztor in Naumburg (Saale) wird durch einen Brand völlig vernichtet und danach nicht wieder aufgebaut.

### Uraufführungen

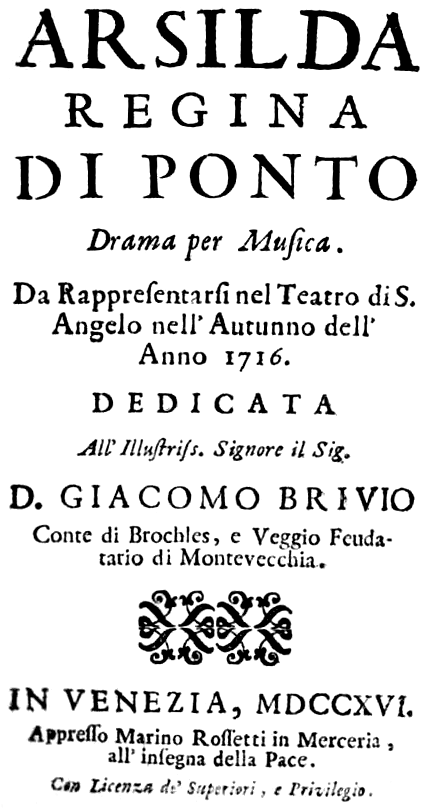
Antonio Vivaldi – Arsilda – Titelseite des Librettos – Venedig 1716

#### Bühnenwerke

##### Oper
- Jacques Aubert
  - Arlequin gentilhomme malgré lui ou L’Amant supposé (Opéra comique; Uraufführung in Paris)
  - Arlequin Hulla ou La Femme répudiée (Opéra comique; Uraufführung in Paris)
- Antonio Maria Bononcini – Sesostri re d’Egitto
- Giuseppe Maria Buini – Armida abbandonata
- Francesco Ciampi
  - Tamerlano (Uraufführung in Massa)
  - Timocrate (Uraufführung in Massa)

- Reinhard Keiser

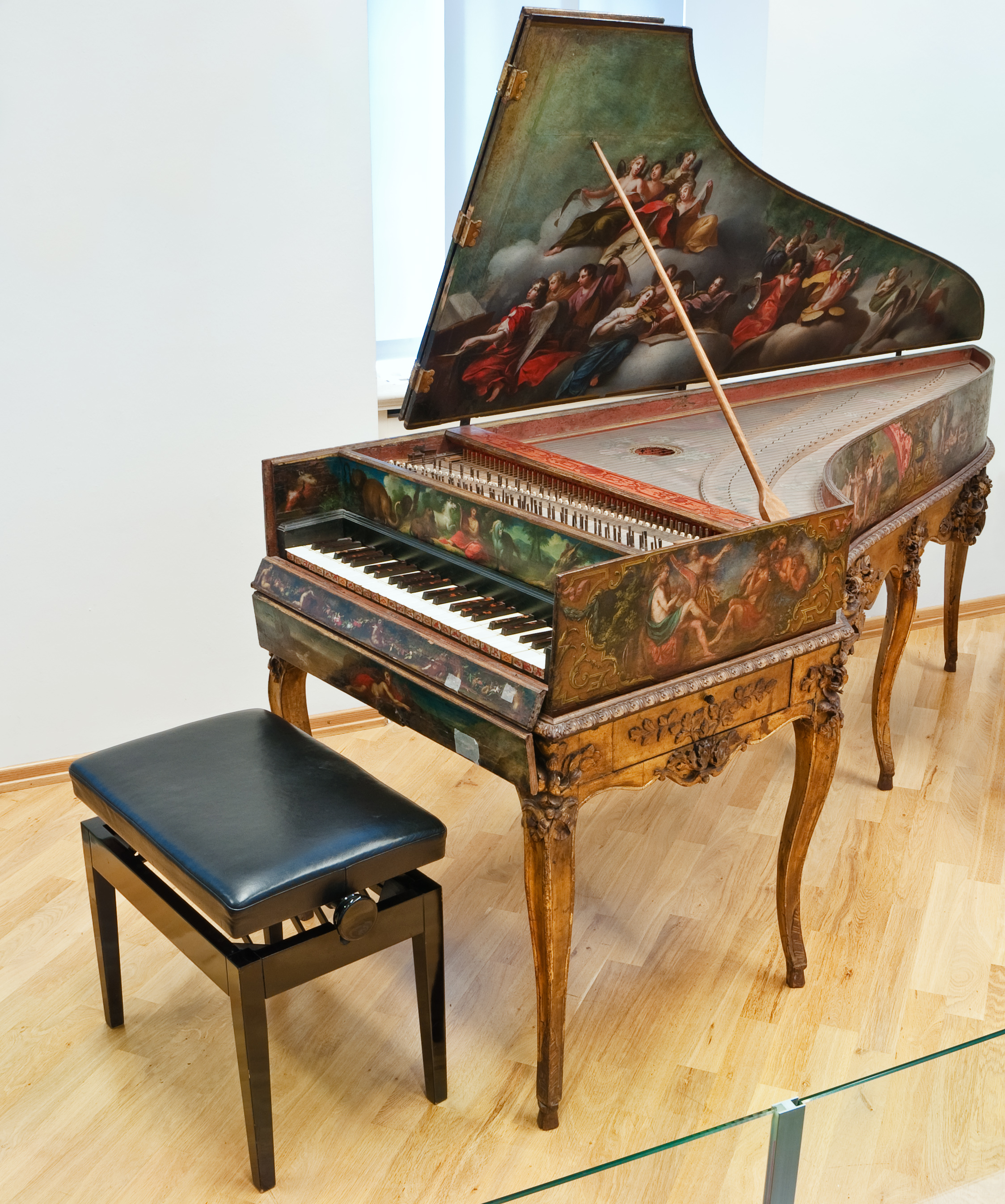
Einmanualiges Cembalo von Carl Conrad Fleischer

  - Das Römische April-Fest (Musikalisches Lust- u. Tanzspiel; Uraufführung im Juni 1716 zur Geburt von Leopold Johann, Erzherzog von Oesterreich und Prinz von Asturien; Libretto von Barthold Feind)
  - Das verewigte und triumphirende Ertz-Hauß Oesterreich (Serenata zum Geburtsfest Karls VI.; Libretto von Barthold Feind oder Barthold Heinrich Brockes)
  - Das zerstörte Troja oder Der durch den Tod Helenens versöhnte Achilles (Singspiel in fünf Akten; Uraufführung im November oder Dezember 1716 anlässlich des Sieges über die Türken bei Temeswar; Libretto von Johann Joachim Hoë nach Achille placato von Urbano Rizzi)
- Antonio Lotti
  - Foca superbo (Dramma per musica in 3 Akten; Uraufführung zu Karneval 1716 in Venedig; Libretto von Antonio Maria Lucchini)
  - Ciro in Babilonia (Dramma per musica in 3 Akten; Uraufführung in Reggio nell’Emilia; Libretto von Pietro Pariati)
  - Costantino (Dramma per musica in 5 Akten; Uraufführung in Wien; Libretto von Pietro Pariati?/Apostolo Zeno)
  - Alessandro Severo (Dramma per musica in 3 Akten; Uraufführung am 26. Dezember in Venedig; Libretto von Apostolo Zeno)
- Benedetto Marcello – Le nozze di Giove e Giunone (Serenata)
- Johann Christoph Pepusch – Apollo and Daphne
- Alessandro Scarlatti – Carlo re d’Allemagna (Libretto von Francesco Silvani; Uraufführung in Neapel)
- Antonio Vivaldi
  - Arsilda, regina di Ponto (Dramma per musica in drei Akten; Uraufführung am 27. Oktober im Teatro Sant’Angelo in Venedig; Libretto von Domenico Lalli)
  - La costanza trionfante degl’amori e degl’odii

##### Oratorium
- Antonio Vivaldi – Juditha triumphans devicta Holofernis barbarie
  - Chera oder die leidtragende und getröstete Witwe zu Nain (Uraufführung in Hamburg)
  - Cum Christo. Der verlangte und erlangte Heiland. Oratorium auff Weinachten (Uraufführung in Hamburg)

### Instrumentalmusik

#### Orchestermusik
- Benedetto Marcello – Concerto F-Dur für 2 Violinen, Streicher und Cembalo
- Georg Philipp Telemann – Konzert für 3 Trompeten, 2 Oboen, Pauke und Streicher in D-Dur
- Francesco Maria Veracini – 6 Ouvertüren (Erstaufführung in Venedig)

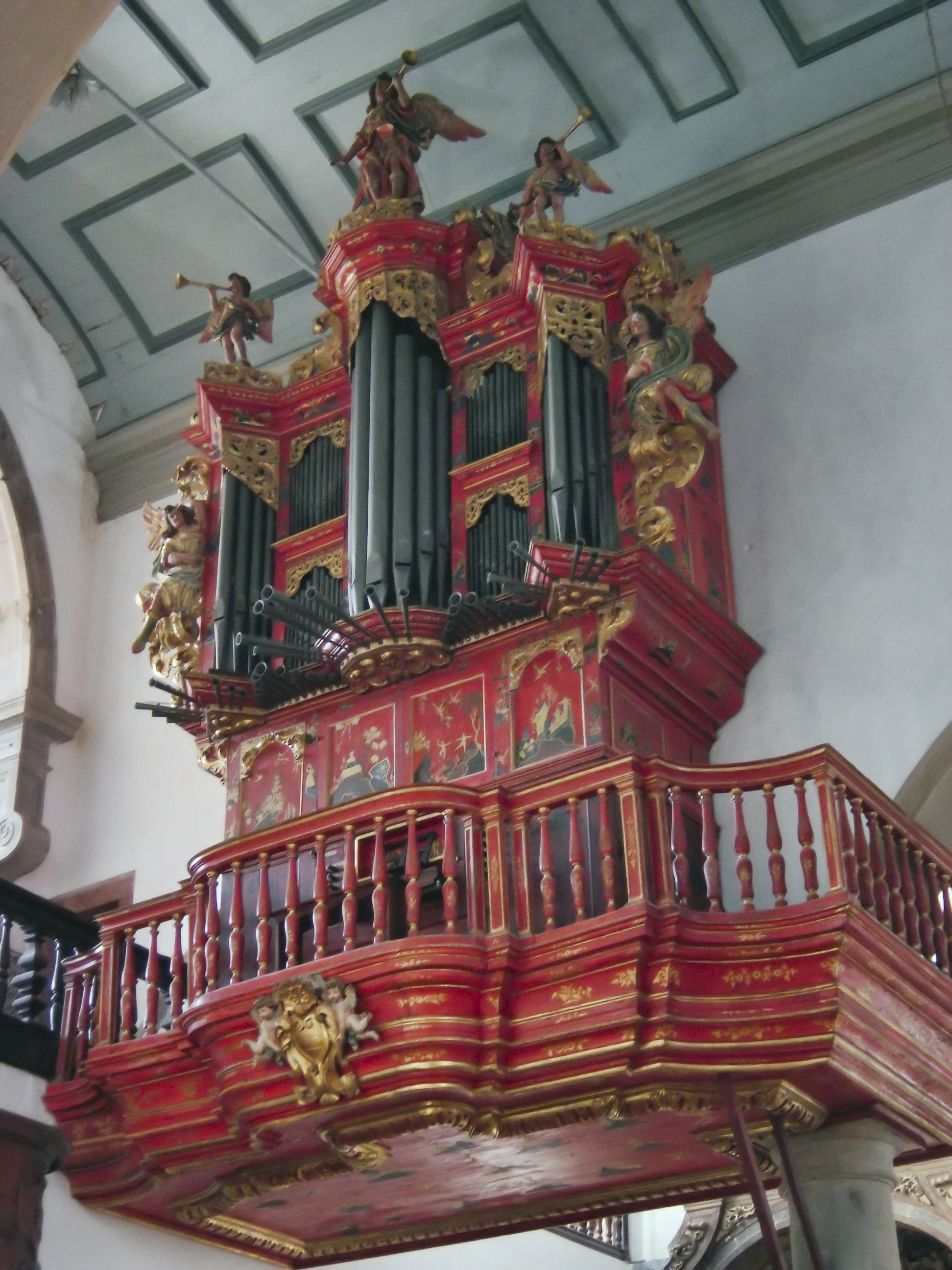
Orgel von Arp Schnitger in der Kathedrale von Faro

#### Kammermusik
- Alessandro Scarlatti – 10 Partite sopra Basso obbligato
- Georg Philipp Telemann – Die kleine Kammermusik, 6 Partiten für Soloinstrument (Violine, Oboe, Flöte o.a.) und basso continuo[1]

#### Tastenmusik
- Alessandro Scarlatti – 3 Toccate, ognuna seguita da Fuga e Minuetto
- Domenico Zipoli – Sonate d'intavolatura per organo e cimbalo

#### Violinmusik
- Willem de Fesch – 6 Sonaten für 2 Violinen op. 1 (Roger/Amsterdam)
- Francesco Geminiani – 12 Sonaten für Violine(n) und B. c. op. 1 (London)
- Jean-Baptiste Senaillé – Troixièmme Livre 10 de Sonates à violon seul avec la basse continue (Paris)
- Antonio Vivaldi
  - 6 Sonaten für 1 oder 2 Violinen op. 5
  - 6 Violinkonzerte op. 6

### Vokalmusik

#### Geistlich
- Johann Sebastian Bach
  - Kantate Wachet! betet! betet! wachet! (BWV 70a)
  - Kantate Herz und Mund und Tat und Leben (BWV 147a)
  - Kantate Mein Gott, wie lang, ach lange? (BWV 155)
  - Kantate Ärgre dich, o Seele, nicht (BWV 186a)
- Georg Theodor Reineck – Kantate Preise, Jerusalem, den Herren
- Johann Gotthilf Ziegler – Kantate Da hörst du, Mensch, was deines Gottes Wille

#### Weltlich
- Alessandro Scarlatti – Ombre tacite e sole

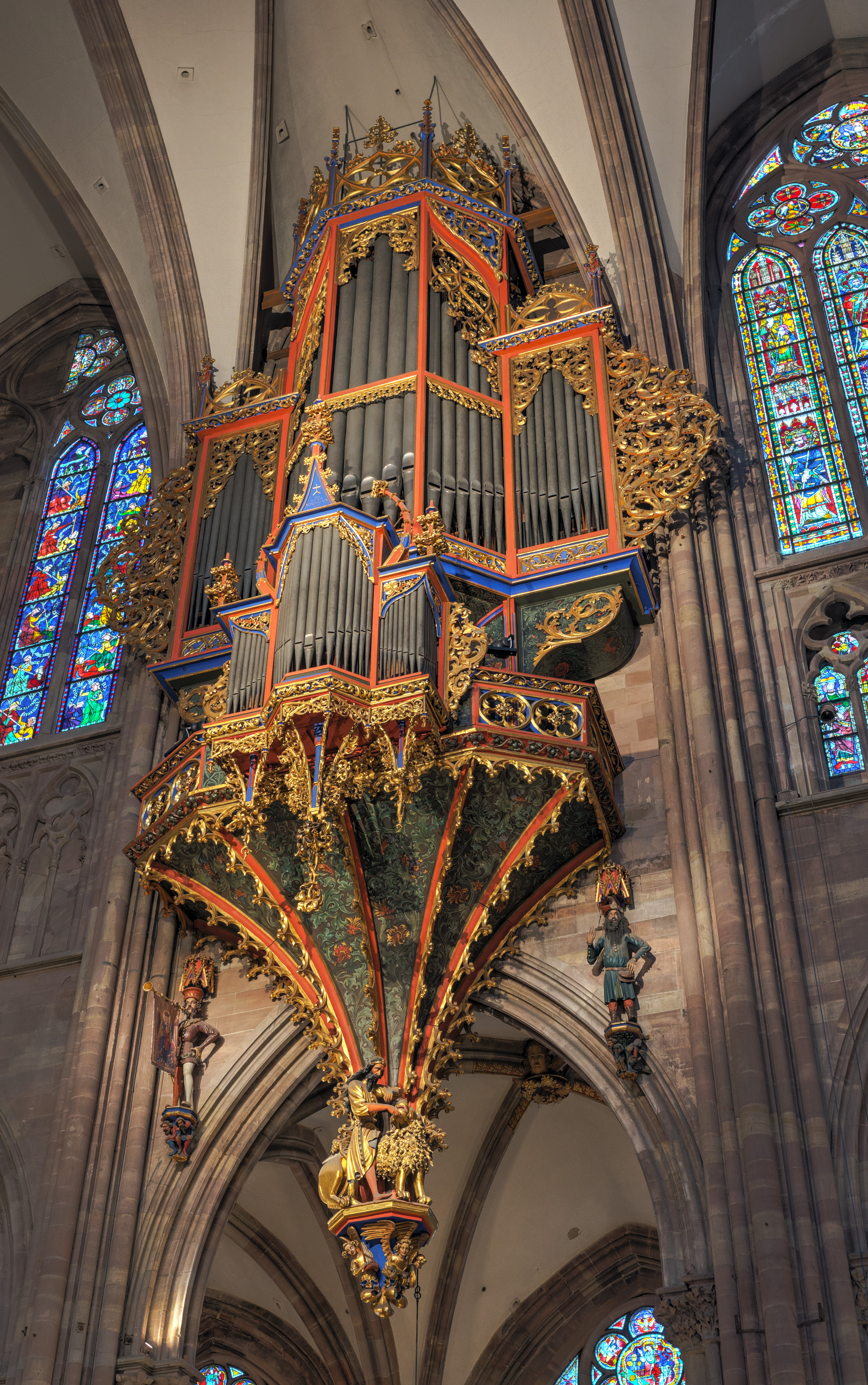
Orgel von Andreas Silbermann für das Straßburger Münster

### Lehrwerke u. a.
- Johann Heinrich Buttstett – Ut, mi, sol, re, fa, la, tota musica et harmonia aeterna
- François Couperin – L’art de toucher le clavecin
- Benedetto Marcello – Lettera famigliare d’un accademico filarmonico et arcade

### Instrumentenbau
- Arp Schnitger
  - stellt die Orgel in der Christkirche in Rendsburg fertig und
  - beendet die Arbeit an der Orgel für die Kathedrale in Faro.
- Andreas Silbermann
  - baut die Orgel für die Stephanskapelle in Straßburg und
  - stellt die Orgel für das Straßburger Münster fertig.
- Gottfried Silbermann
  - beendet den Bau der Orgel für die Kirche St. Nikolai in Oberbobritzsch,
  - stellt die Orgel der Dorfkirche in Niederschöna fertig und
  - beginnt den Bau der Orgel für die Jakobikirche in Freiberg.
- Antonio Stradivari stellt die Violinen Adolf Busch, Cessole, „Goldman, Maria Theresia“, Berthier, Booth, Colossus, Monasterio, Baron Oppenheim, Provigny, Messiah und Windsor Weinstein fertig. Die Messiah gehört zu Stradivaris berühmtesten Geigen. Er hat sie niemals verkauft oder verschenkt, sie bleibt sein Eigentum bis zu seinem Tod.

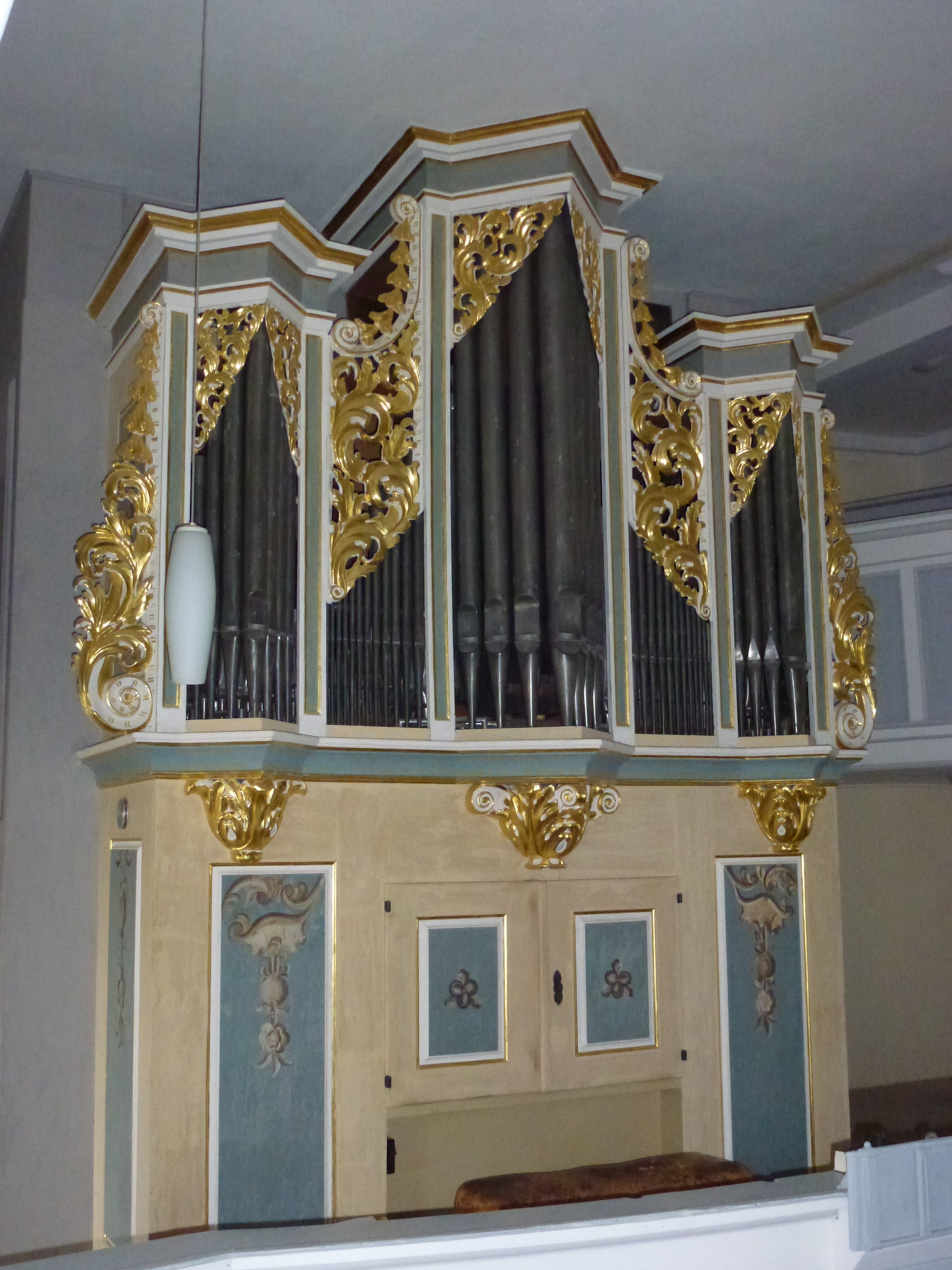
Orgel von Gottfried Silbermann für die Dorfkirche in Niederschöna
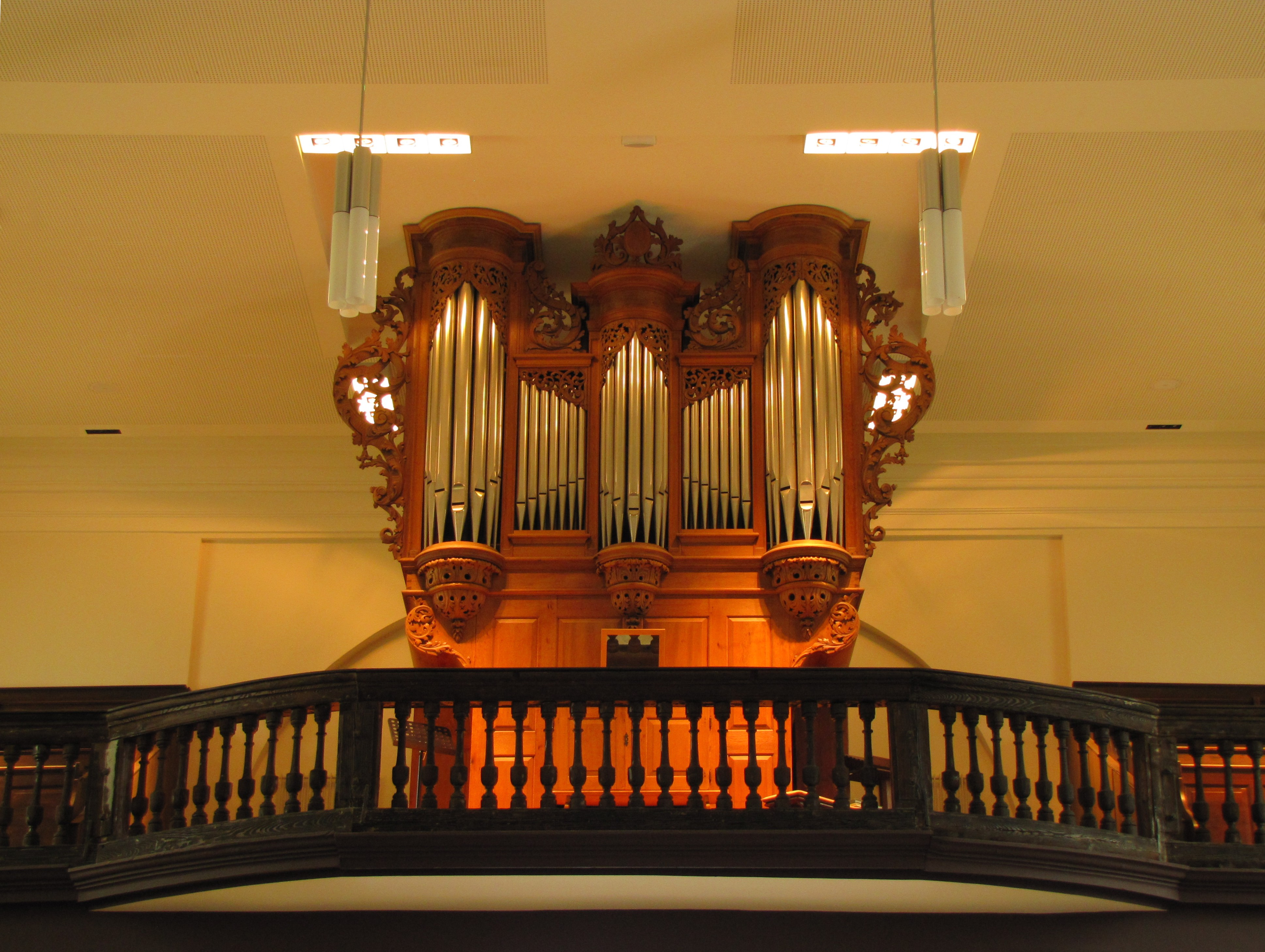
Orgel von Andreas Silbermann in Bischheim (gebaut für die Stephanskapelle in Straßburg)
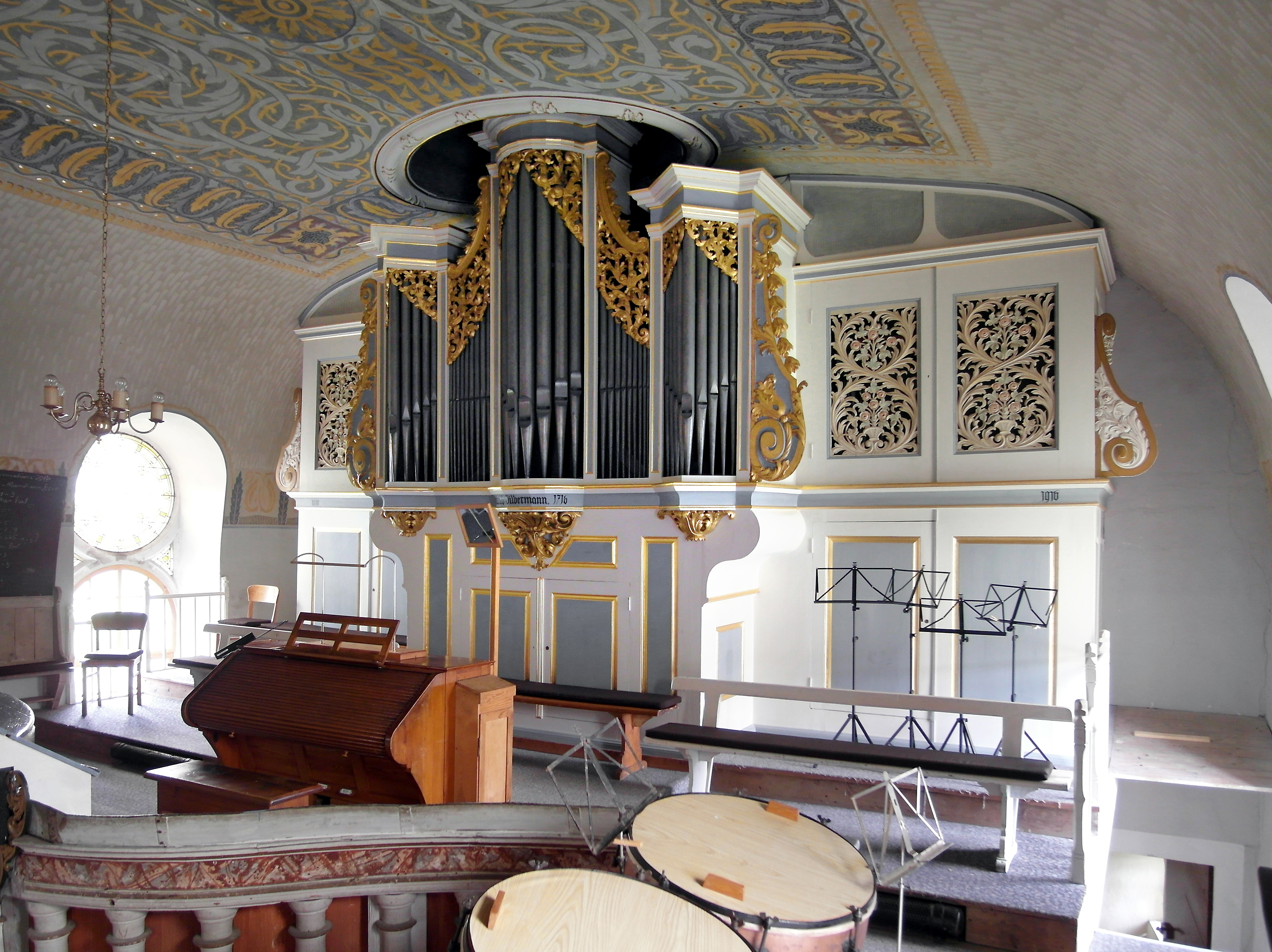
Orgel von Gottfried Silbermann für die Kirche St. Nikolai in Oberbobritzsch

## Geboren

### Geburtsdatum gesichert
- 10. Februar: Johann Daniel Müller, deutscher Violinist, Bratschist, Konzertdirektor und radikalpietistischer Autor († nicht vor 1786)
- 18. März: Johann Christian Röllig, deutscher Komponist und Kapellmeister († nach 1777)
- 21. März: Josef Seger, böhmischer Organist und Komponist († 1782)
- 09. April: Johann Georg Zechner, österreichischer Organist und Komponist († 1778)
- 12. April: Felice Giardini, italienischer Violinist, Komponist und Operndirektor († 1796)
- 20. April: Barthélemy de Caix, französischer Violinist und Komponist († vermutlich nach 1790)
- 02. Mai: Johann David Gerstenberger, deutscher Orgelbauer († 1796)
- 26. Juni: Viktorín Ignác Brixi, böhmischer Komponist, Pianist und Organist († 1803)
- 15. August: Jacek Szczurowski, polnischer Jesuit, Musiker und Komponist († nach 1773)
- 02. September: Johann Trier, deutscher Organist und Komponist († 1790)
- 16. November: Friedrich Wenzel Neißer, deutscher Komponist von Kirchenliedern († 1777)
- 18. November: Andreas Rehberger, deutscher evangelischer Geistlicher und Kirchenlieddichter († 1769)
- 19. November: Ernst Daniel Adami, deutscher Kapellmeister, Organist, Musikpädagoge, Schriftsteller, Chordirektor, Lehrer und Theologe († 1795)
- 26. Dezember: Claude Godard d’Aucour, französischer Schriftsteller und Librettist († 1795)

### Geboren um 1716
- Hartvig Jochum Müller, dänischer Orgelbauer, Klavierbauer und Kirchenausstatter († 1793)

## Gestorben

### Todesdatum gesichert
- 21. Februar: Anna Elisabeth Behaim, deutsche Dichterin geistlicher Lieder (* 1685)
- 10. März: Wenzel Ludwig von Radolt, österreichischer Adeliger, Komponist und Lautenist (* 1667)
- 02. April: Martin Grünwald, deutscher Geistlicher, Theologe, Lehrer und Kirchenlieddichter (* 1664)
- 15. Juli: Gaetano Veneziano, italienischer Komponist und Kapellmeister (* 1656)
- 03. August: Sebastián Durón, spanischer Organist und Komponist (* 1660)
- 25. September: Johann Christoph Pez, deutscher Komponist und Kapellmeister (* 1664)
- 30. September: Heinrich Georg Neuss, deutscher Kirchenlieddichter und Pastor (* 1654)

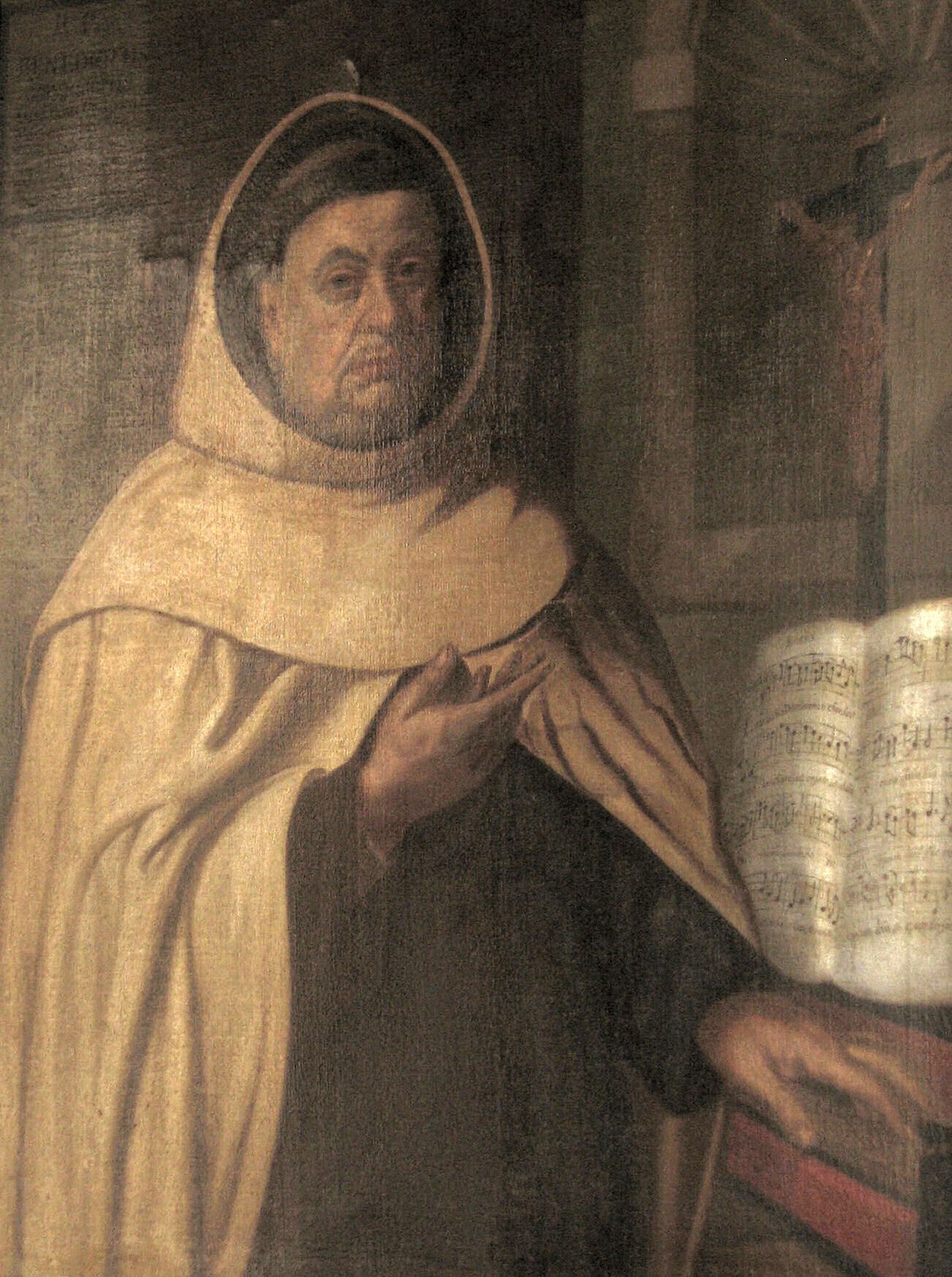
Benedictus Buns; † 6. Dezember

- 01. Oktober: Giovanni Battista Bassani, italienischer Violinist und Komponist (* um 1647)
- 12. November: William Viner, irischer Violinist und Komponist (* unbekannt)
- 00. November: Johann Aegidius Bach, deutscher Bratschist und Altist in der Stadtmusikanten-Kompagnie in Erfurt (* 1645)
- 01. Dezember: Johann Samuel Drese, deutscher Organist und Kapellmeister (* 1644)
- 06. Dezember: Benedictus a Sancto Josepho, niederländischer Komponist (* um 1642)
- 00. Dezember: Pierre Tabart, französischer Komponist (* 1645)

### Gestorben nach 1716
- Samuel Rudolph Behr, deutscher Tanzmeister und Komponist (getauft 1670)